# Chetumal
Chetumal  (tʃetu'malⓘ língua maia: Chactemàal  pronunciado [tɕʰaktʰe̞mɐː˨˩l], "Lugar da Madeira Vermelha") É uma cidade na costa leste da Península de Yucatán no México. É a capital do estado de Quintana Roo.